# Danna ga Nani o Itteiru ka Wakaranai Ken
Danna ga Nani o Itteiru ka Wakaranai Ken (旦那が何を言っているかわからない件, lit. "Não percebo o que meu marido está a dizer") é uma série de manga de quatro células escrita e ilustrada por Cool-kyō Shinja. Os capítulos são publicados em linha, e impressos pela Ichijinsha. O primeiro volume tankōbon foi lançado a 29 de dezembro de 2011, e o quinto volume foi publicado a 4 de agosto de 2015. A adaptação em animé foi produzida pela Seven, e exibida entre 3 de outubro e 25 de dezembro de 2014. A segunda temporada, intitulada Danna Ga Nani Wo Itteiru Ka Wakaranai Ken 2 Sure-me (旦那が何を言っているかわからない件 2スレ目), foi transmitida entre 2 de abril e 25 de junho de 2015. Nos países lusófonos, a série foi transmitida simultaneamente pela Crunchyroll.

## Enredo
A série centra-se na vida diária de Kaoru, uma mulher que trabalha arduamente todos os dias no escritório, e seu marido Hajime, um otaku que passa seus dias em casa na internet.

## Personagens
Kaoru (カオル)
Voz de: Yukari Tamura
A esposa de Hajime. Kaoru é uma office lady de vinte e cinco anos, que está se ajustando à vida de casada com seu marido otaku.
Hajime (はじめ)
Voz de: Kenichi Suzumura
O marido de Kaoru. Hajime é um otaku de vinte e três anos, que passa seus dias na internet como bloguista, e posteriormente consegue um trabalho como web designer.
Mayotama (マヨタマ)
Voz de: Sayaka Horino
O irmão mais novo travesti de Hajime. É um popular autor de mangas yaoi, com um senso de humor um pouco pervertido.
Miki (三木)
Voz de: Kaori Shimizu
Uma entusiasta em manga e diretora de uma empresa de entrada de dados.
Rino Juse (樹瀬 リノ（じゅせ リノ）)
Voz de: Rie Kugimiya
Uma amiga próxima de Kaoru desde o colegial, que agora está casada com Nozomu Juse.
Tadashi (忠)
Voz de: Kazuma Horie
O tio de Kaoru, que cuidou dela como um pai. Ele é muito protetor e é um chefe altamente qualificado.
Tanaka-san (田中さん)
Voz de: Ryōko Shintani
Outra amiga próxima de Kaoru desde o colegial, que casou-se com Yamada-san.
- A Escolha do Elenco foi Decidida pelo Propio Autor (Cool-Kyousinnya)

## Média

### Manga
O manga escrito e ilustrado por Cool-kyō Shinja, é publicado em linha e impresso pela editora Ichijinsha. O primeiro volume tankōbon foi lançado a 27 de dezembro de 2011.

#### Volumes
| N.º | Data de lançamento      | ISBN              |
| --- | ----------------------- | ----------------- |
| 1   | 27 de dezembro de 2011  | 978-4-7580-1261-4 |
| 2   | 13 de julho de 2012     | 978-4-7580-1278-2 |
| 3   | 27 de fevereiro de 2013 | 978-4-7580-1305-5 |
| 4   | 27 de junho de 2014     | 978-4-7580-1372-7 |
| 5   | 4 de agosto de 2015     | 978-4-7580-1445-8 |

### Animé
A série de animé foi dirigida e escrita por Shinpei Nagai, produzida por Dream Creation, e adaptada pelo estúdio Seven. A música foi composta por G-angle, e os personagens foram desenhados por Ryūichi Baba. A primeira temporada foi exibida entre 3 de outubro e 25 de dezembro de 2014. A segunda temporada, intitulada Danna Ga Nani Wo Itteiru Ka Wakaranai Ken 2 Sure-me (旦那が何を言っているかわからない件 2スレ目), foi transmitida entre 2 de abril e 25 de junho de 2015. Nos países lusófonos, a série foi transmitida simultaneamente pela Crunchyroll.

#### Episódios

##### 1ª Temporada
| #  | Título | Exibição original      |
| -- | --- | ---------------------- |
| 1  | "Hobbies diferentes e a curva de vício" "Awanai shumi to hamatta Sori (合わない趣味とハマったソリ)"                                                                                            | 4 de outubro de 2014   |
| 2  | "Supere o Gênero. Supere o Sangue. Venha garoto donzela" "Seibetsu o Koe Chi o Koe Ide yo Otokono (性別を超え血を超え出でよ男の娘)"                                                            | 11 de outubro de 2014  |
| 3  | "Não É Possível Que O Meu Irmão Mais Novo Otaku Tenha Tão Poucos Amigos..." "Otaku no Ore no Otōto ga Konnani Tomodachi ga Sukunai Wake ga (ry (オタクの俺の弟がこんなに友達が少ない訳が (ry)" | 18 de outubro de 2014  |
| 4  | "Meu Marido Às Vezes Trabalha De Segurança Nos Sete Dias Da Semana" "Danna wa Tamani Keibi-shoku ni Nenjūmukyū de Tsuiteorimasu (旦那はたまに警備職に年中無休で就いております)"                | 22 de outubro de 2014  |
| 5  | "Drunker Devil" "Dorankā Debiru (ドランカーデビル)" | 29 de outubro de 2014  |
| 6  | "Nunca Atravesse Uma Ponte Antes Que Você Chegue Até Ela" "Nebā Kurosu A Burijji Tiru Yū Kamu Tu Itto (ネバークロスアブリッジティルユーカムトゥイット)"                                        | 6 de novembro de 2014  |
| 7  | "O Resultado ao Dar as Costas e Tentar Correr Por um Caminho Que eu Estava Acostumado" "Arukinareta Michi ni Se o Mukete Hashittemita Kekka (歩きなれた道に背を向けて走ってみた結果)"          | 13 de novembro de 2014 |
| 8  | "Tornando-se Golfista Profissional" "Puro Gorufā naru (プロゴルファーなる)" | 20 de novembro de 2014 |
| 9  | "A Ação de Jogar Mel nas Melhores Panquecas" "Gokujō no pankēki ni hachimitsu o buchimakeru kōi (極上のパンケーキにハチミツをぶちまける行為)"                                                  | 27 de novembro de 2014 |
| 10 | "Uma Criança Extremamente Próxima e Infinitamente Distante" "Kiwamete chikaku, kagirinaku tōi kodomo (極めて近く、限りなく遠い子供)"                                                           | 4 de dezembro de 2014  |
| 11 | "Uma Pessoa Viveu Sozinha" "Hito ga hitori de ikite kite (人が一人で生きてきて)" | 11 de dezembro de 2014 |
| 12 | "O Dia do Sábio da Fusão" "Yūgōkenja no hi (融合賢者の日)" | 18 de dezembro de 2014 |
| 13 | "Eu, Ela e Mais Um" "Boku to Kanojo to Mōhitori (僕と彼女ともう一人)" | 25 de dezembro de 2014 |

##### 2ª Temporada
| #  | Título | Exibição original   |
| -- | --- | ------------------- |
| 1  | "Contorcendo Memórias" "Omoide u go u go (思い出うごうご)"                                                    | 2 de abril de 2015  |
| 2  | "Snipe Better" "Sunaipu Betā (スナイプベター)"                                                                | 9 de abril de 2015  |
| 3  | "O xxxx de Marido e Mulher" "Tsuma to otto ××× (妻と夫の×××)"                                                 | 16 de abril de 2015 |
| 4  | "Eu Só Desenho Se For Free" "Ore wa furīde shika egakanai (俺はフリーでしか描かない)"                         | 23 de abril de 2015 |
| 5  | "Me Leve Para o Hotel" "Watashi o ryokan ni tsuretette (私を旅館につれてって)"                                | 30 de abril de 2015 |
| 6  | "Namorada Sem Wasabi" "Sabi nuki kanojo (さび抜きカノジョ)"                                                   | 7 de maio de 2015   |
| 7  | "Kaoru e Seu Marido" "Kaoru to dan'na (カオルと旦那)"                                                         | 14 de maio de 2015  |
| 8  | "Mayotama Nascimento Explosivo" "Mayotama bakutan (マヨタマ爆誕)"                                             | 21 de maio de 2015  |
| 9  | "Desejou, Realizou e Me Repreendeu" "Nozonde kanatte okorarete (望んで叶って怒られて)"                        | 28 de maio de 2015  |
| 10 | "Casal Tolo" "Fūrufūfu (フールフーフ)"                                                                        | 4 de junho de 2015  |
| 11 | "O Peso da Consideração e o Peso em Consideração" "Kachi no omosa to omosa no kachi (価値の重さと重さの価値)" | 1 de junho de 2015  |
| 12 | "Baby Skip Beat" "Beibī sukippu bīto (ベイビースキップビート)"                                                | 18 de junho de 2015 |
| 13 | "Happy Days"                                                                                                  | 25 de junho de 2015 |